# Luís de Camões

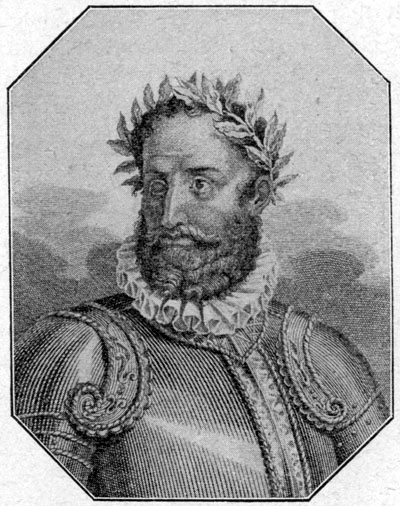
Luís de Camões.

Luís Vaz de Camões (även Louis de Camõens), född omkring 1524 i Coimbra, död 10 juni 1580 i Lissabon, var en portugisisk författare, släkting till Vasco da Gama. Han räknas som Portugals nationalskald, och jämförs med Homeros, Vergilius och Dante. Han skrev en ansenlig mängd lyrik och dramatik, men är mest känd för sitt epos Os Lusíadas (Lusiaderna). Den 10 juni, hans dödsdag, är Portugals nationaldag, Dia de Camões, de Portugal e das Comunidades Portuguesas.

## Biografi

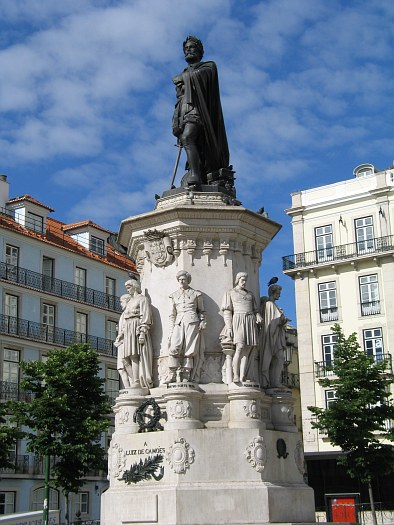
Luís de Camões, staty av Víctor Bastos.

Ytterst litet om Camões tidiga liv är känt. Han var son till Simão Vaz de Camões och Anna de Sá e Macedo, och familjen kom från norra Portugal. Han lär ha studerat humanistiska ämnen vid Coimbra, där hans farbroder D. Bento de Camões var präst vid det berömda klostret av Santa Cruz. 1542 flyttade han till Lissabon och levde ett bohemiskt liv. Som ung stred han emot morerna och förlorade ett öga. 1552-1553 satt han i fängelse för att ha stuckit en kniv i nacken på en statlig tjänsteman, och frisläpptes under villkoret att han skulle tjäna kungen i Indien. Väl i Goa, fängslades han på nytt för obetalda skulder. Han studerade där den lokala kulturen, men tog snart värvning i militärexpeditionerna till Röda havet. År 1558 påbörjade han återresan hem, och hade då utnämnts till officer, men led skeppsbrott i Mekong. Han överlevde genom att flyta på vrakdelar. Han lyckades rädda sina manuskript, men hans kinesiska älskarinna dog. Först 1570 återkom han till Portugal, och två år senare utgav han Os Lusíadas. Kung Sebastian, som hade beskyddat honom, stupade, varför hans sista år framlevdes i största armod. Han avled i Lissabon 1580, 56 år gammal.

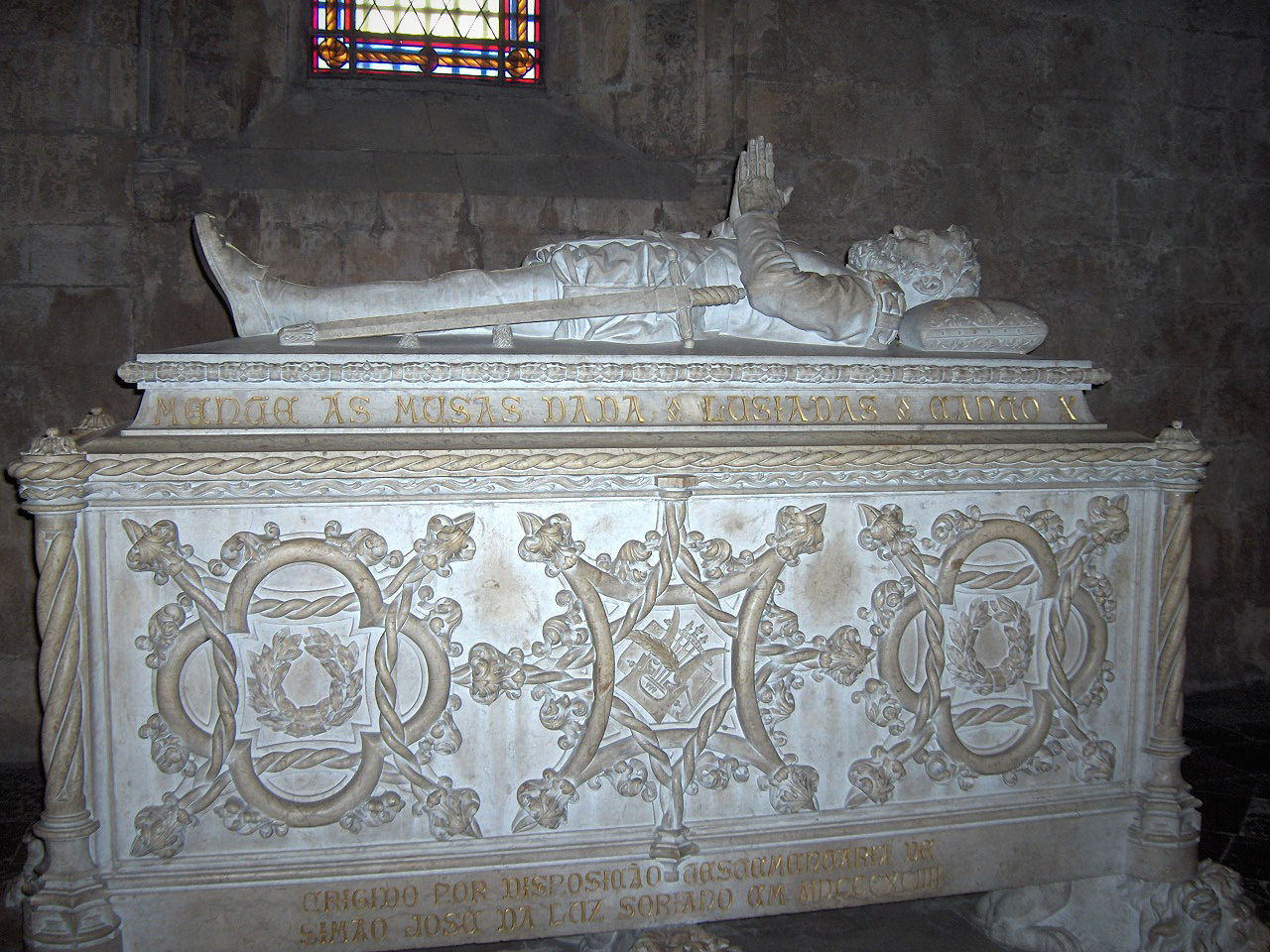
Luís de Camões grav, Jerónimosklostret i Belem.

## Os Lusíadas
Os Lusíadas (Lusiaderna) har fått titeln efter den fiktive Lusus, som enligt legenden kommit till Portugal med Odysseus och grundat landet, som han kallade Lusitania. Det poetiska namnet för portugiser är därför lusiaderna, som alltså titeln anspelar på. Camões berättar om Vasco da Gama och de andra portugiser som seglade runt Godahoppsudden, och därmed fann en ny farled till Indien. Det är ett humanistiskt epos med hedniska inslag framställda med kristen framtoning, med konfliktfyllda känslor för krig och imperiet, kärleken till hemlandet och längtan efter äventyr, uppskattning av välbefinnande och begäran efter heroism.
Camões syfte var att skriva ett verk som kunde mäta sig med andra länders nationalepos. Genom att dess berättelse sträcker sig över flera århundraden, är den även ett verk om övergången från medeltiden till modern tid.
1550 började Camões skriva eposet, men blev inte klar förrän 1570. Verket betecknar höjdpunkten i Portugals gyllene epok, och dess huvudperson är den portugisiska nationen.

## Eftermäle
- Luís de Camões har fått nedslagskratern Camões uppkallad efter sig på planeten Merkurius.[7]
- Asteroiden 5160 Camões[8]